# Хутон, Флоренс
Флоренс Хутон (англ. Florence Hooton; 8 июля 1912, Скарборо — 14 мая 1988, Шеффилд) — британская виолончелистка.
Начала учиться игре на виолончели в возрасте девяти лет, сперва у своего отца, затем у Уоррена Эванса и наконец в Королевском колледже музыки у Дугласа Камерона. Позднее совершенствовала своё мастерство в Цюрихе под руководством Эмануэля Фойермана.
Дебютировала в 1934 году в Уигмор-холле, произведя сильное впечатление на присутствовавших на концерте Франка Бриджа и Бенджамина Бриттена. В дальнейшем стала первой исполнительницей виолончельного концерта Бриджа (1936, дирижировал автор) — согласно дневниковой записи Бриттена, солистка была «прекрасна, всё ещё молода и, может быть, слегка незрела, но с отличной техникой и контролем». Впервые исполнила и ряд других сочинений британских композиторов — сотрудничала, в частности, с Арнольдом Баксом, Уильямом Бушем, Гордоном Джейкобом. В 1935—1958 гг. 11 раз выступала на Променадных концертах. В 1938 г. вышла замуж за скрипача Дэвида Мартина, с которым в дальнейшем много играла вместе, в том числе в составе фортепианного трио с пианисткой Айрис Лавридж. Концертировала до 1978 года. С 1964 г. преподавала в Королевской академии музыки.
Портрет Хутон с её инструментом написал в 1936 г. Уилфрид де Глен.